# Theresa Luke
Theresa Anne Luke (* 20. Februar 1967 in Vancouver) ist eine ehemalige kanadische Ruderin. Sie gewann 1996 die olympische Silbermedaille und 2000 die olympische Bronzemedaille im Achter.

## Sportliche Karriere
Die 1,80 m große Theresa Luke wurde an der Simon Fraser University vom früheren Olympia-Ruderer Richard McClure für den Rudersport entdeckt. Ihr Debüt bei Weltmeisterschaften gab sie erst im Alter von 27 Jahren, als sie bei den Weltmeisterschaften 1994 mit dem kanadischen Achter den siebten Platz belegte. 1995 erreichte das Boot den sechsten Platz. Bei den Olympischen Spielen 1996 siegten die Rumäninnen mit deutlichem Vorsprung, dahinter gewannen die Kanadierinnen die Silbermedaille mit knapp vier Zehntelsekunden vor den Weißrussinnen.
Nach den Olympischen Spielen 1996 wechselte Theresa Luke in den kanadischen Doppelvierer, mit dem  sie bei den Weltmeisterschaften 1997 den sechsten Platz erreichte. 1998 belegte sie zusammen mit Maria Maunder im Doppelzweier den elften Platz bei den Weltmeisterschaften. 1999 startete Luke im Ruder-Weltcup in zwei Bootsklassen: Zusammen mit Emma Robinson bildete sie einen neuen Zweier ohne Steuerfrau, beide Ruderinnen gehörten auch zum kanadischen Achter. Im Weltcup gewannen die beiden den Zweier in Wien und Luzern und belegten jeweils mit dem Achter den dritten Platz. Die Weltmeisterschaften 1999 fanden vor heimischem Publikum in St. Catharines statt, der kanadische Achter belegte erneut den dritten Platz hinter den Rumäninnen und den US-Ruderinnen. Im Zweier gewannen Robinson und Luke den einzigen Titel für Kanada bei den Weltmeisterschaften 1999. Auch bei den Olympischen Spielen 2000 traten Robinson und Luke in beiden Bootsklassen an. Nach einem vierten Platz im Zweier gewannen sie mit dem kanadische Achter die Bronzemedaille.
Im Alter von 33 Jahren beendete Theresa Luke ihre sportliche Laufbahn und wurde Trainerin.